# 慈正邨
慈正邨（英語：Tsz Ching Estate）是香港房屋委員會轄下的公共屋邨之一，位於香港九龍黃大仙區慈雲山慈雲山道80號。現時由香港房屋委員會負責屋邨管理。

## 簡介

### 歷史與重建

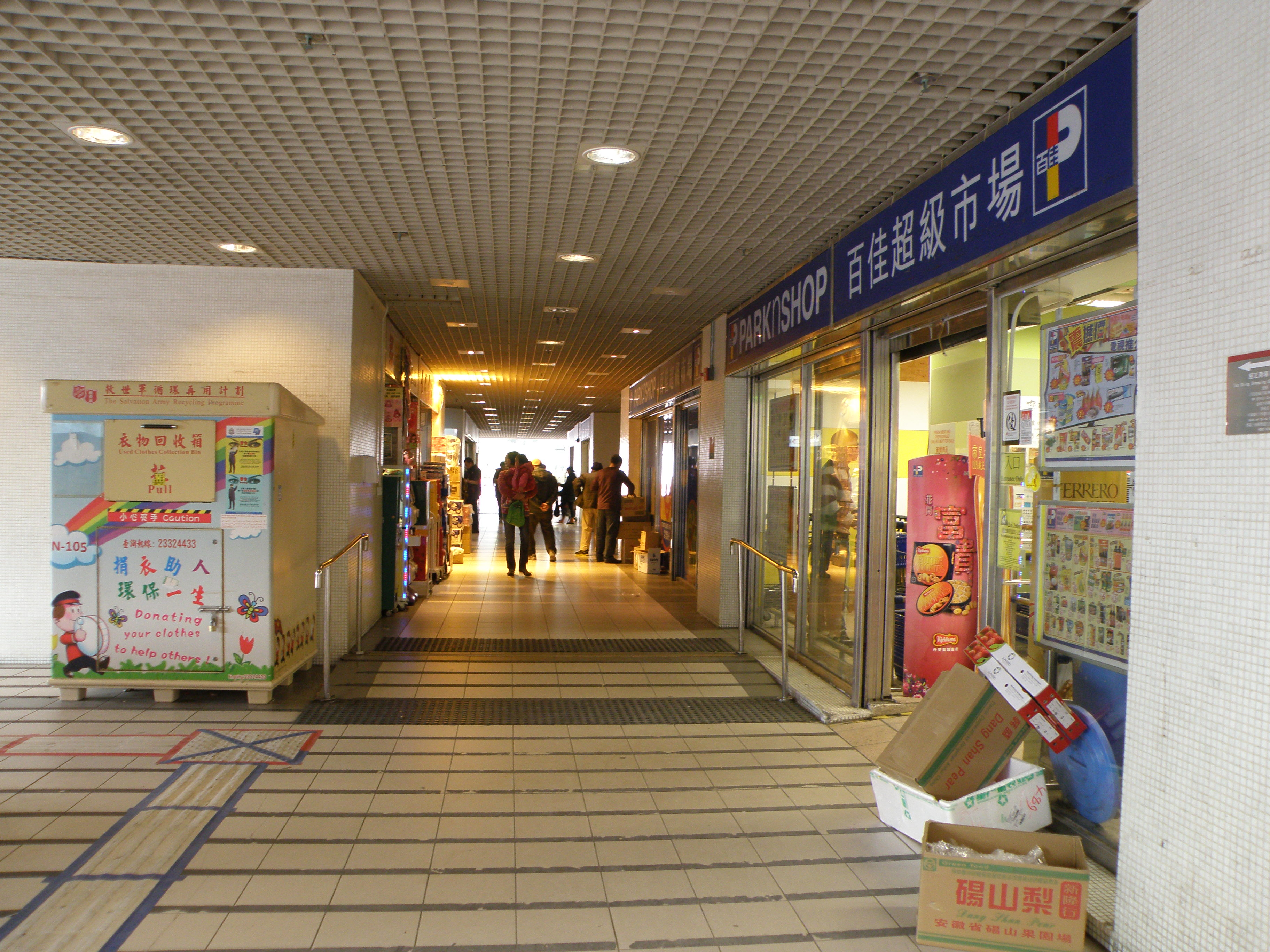
慈正商場（二）

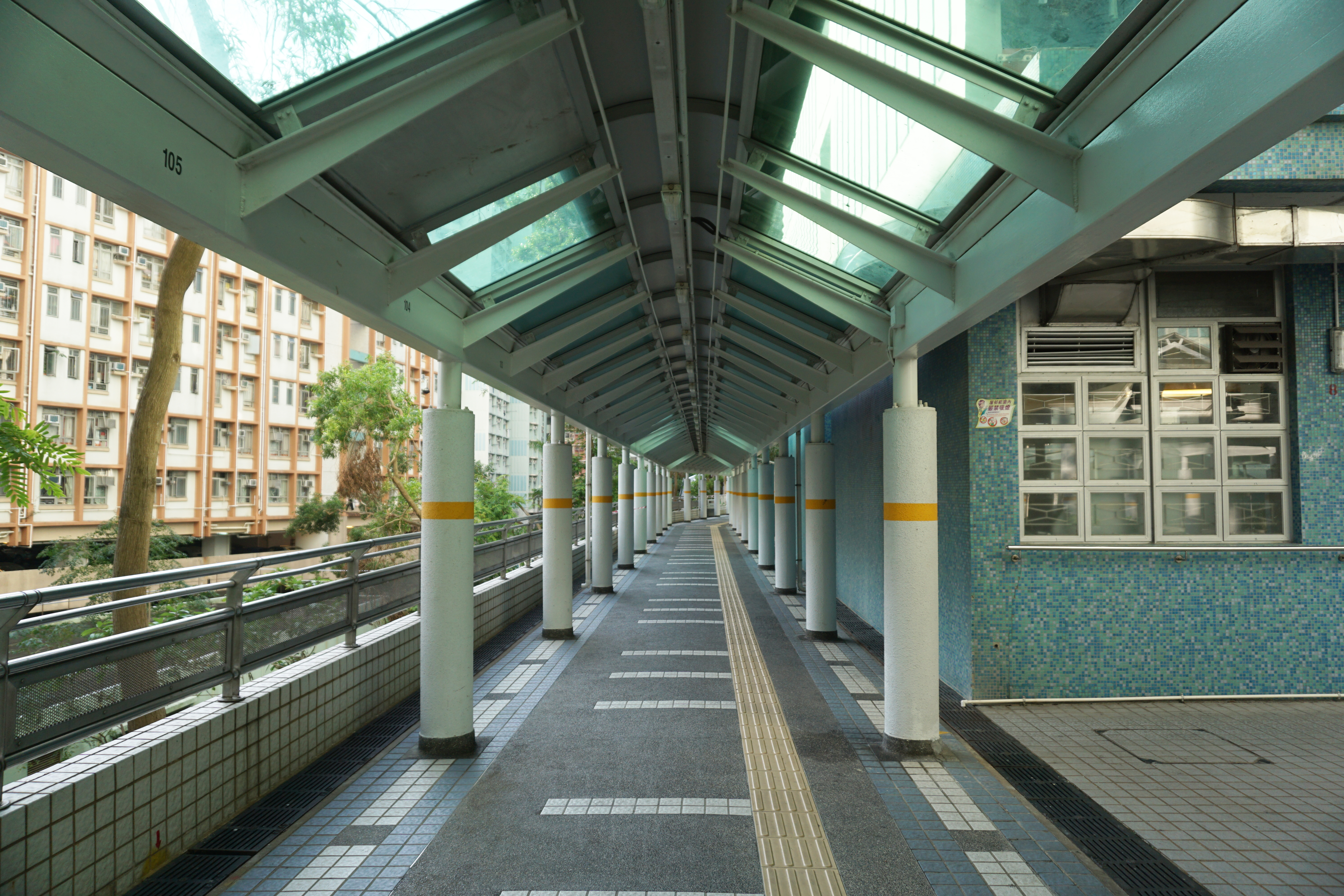
有蓋行人通道

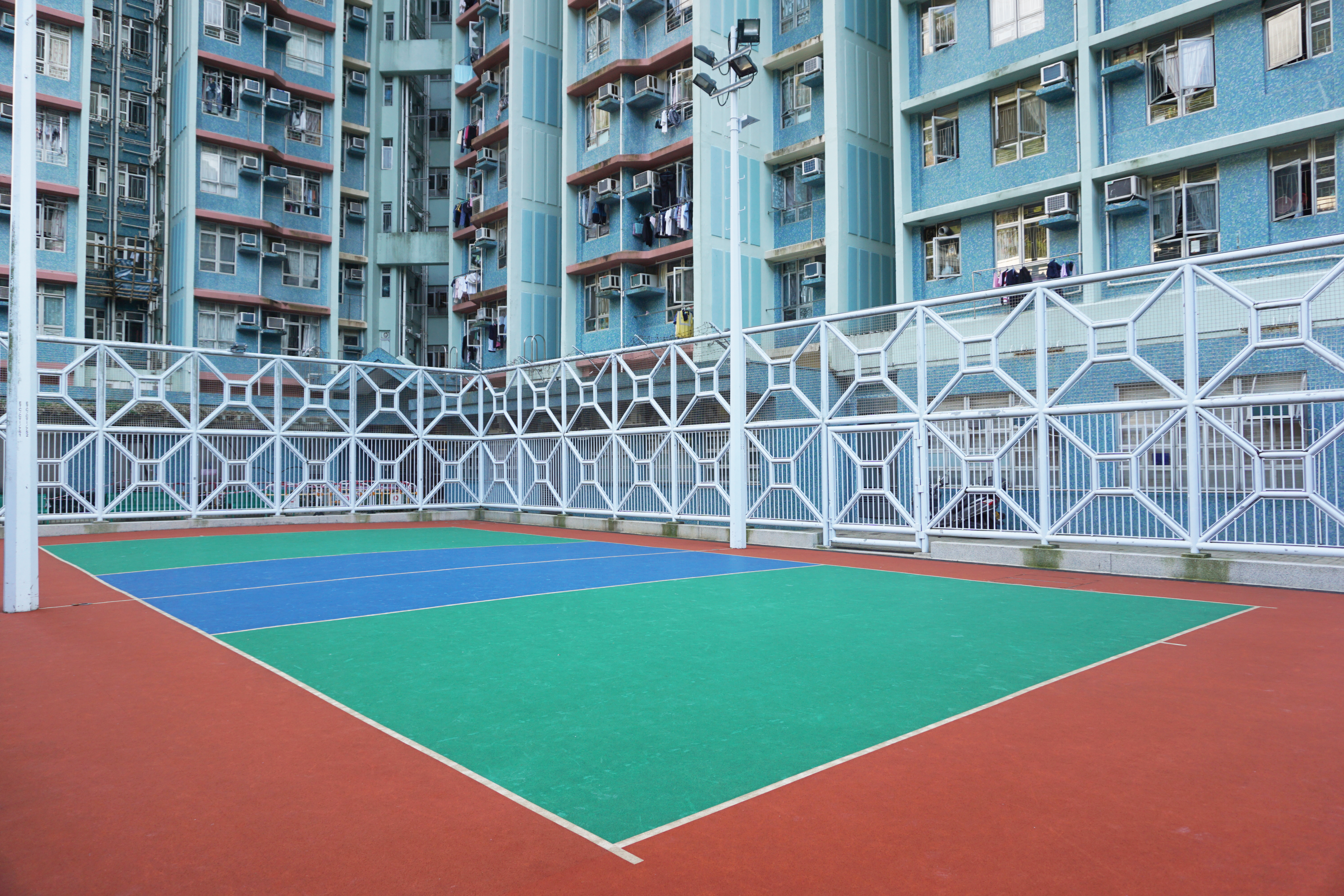
排球場

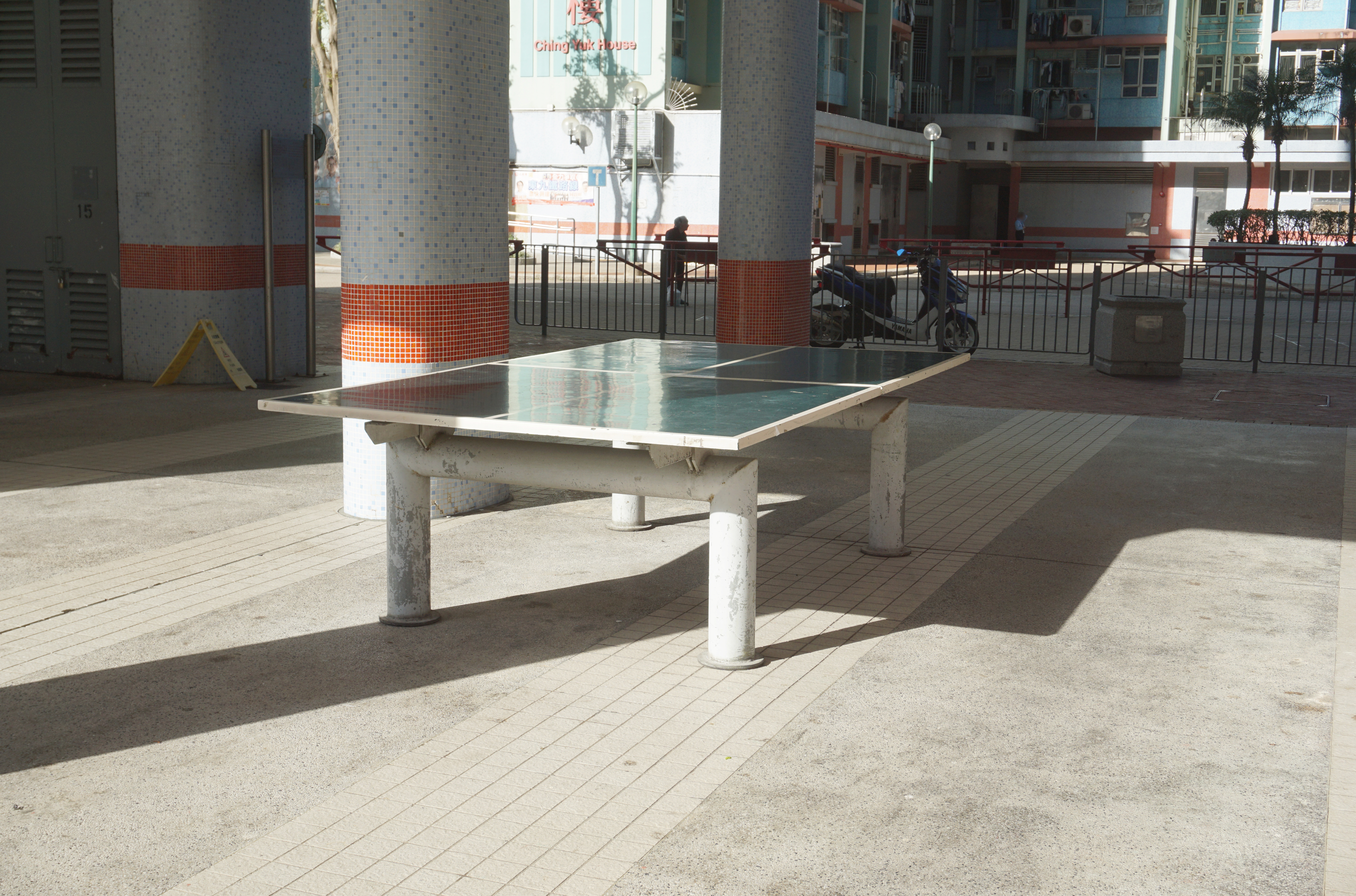
乒乓球枱

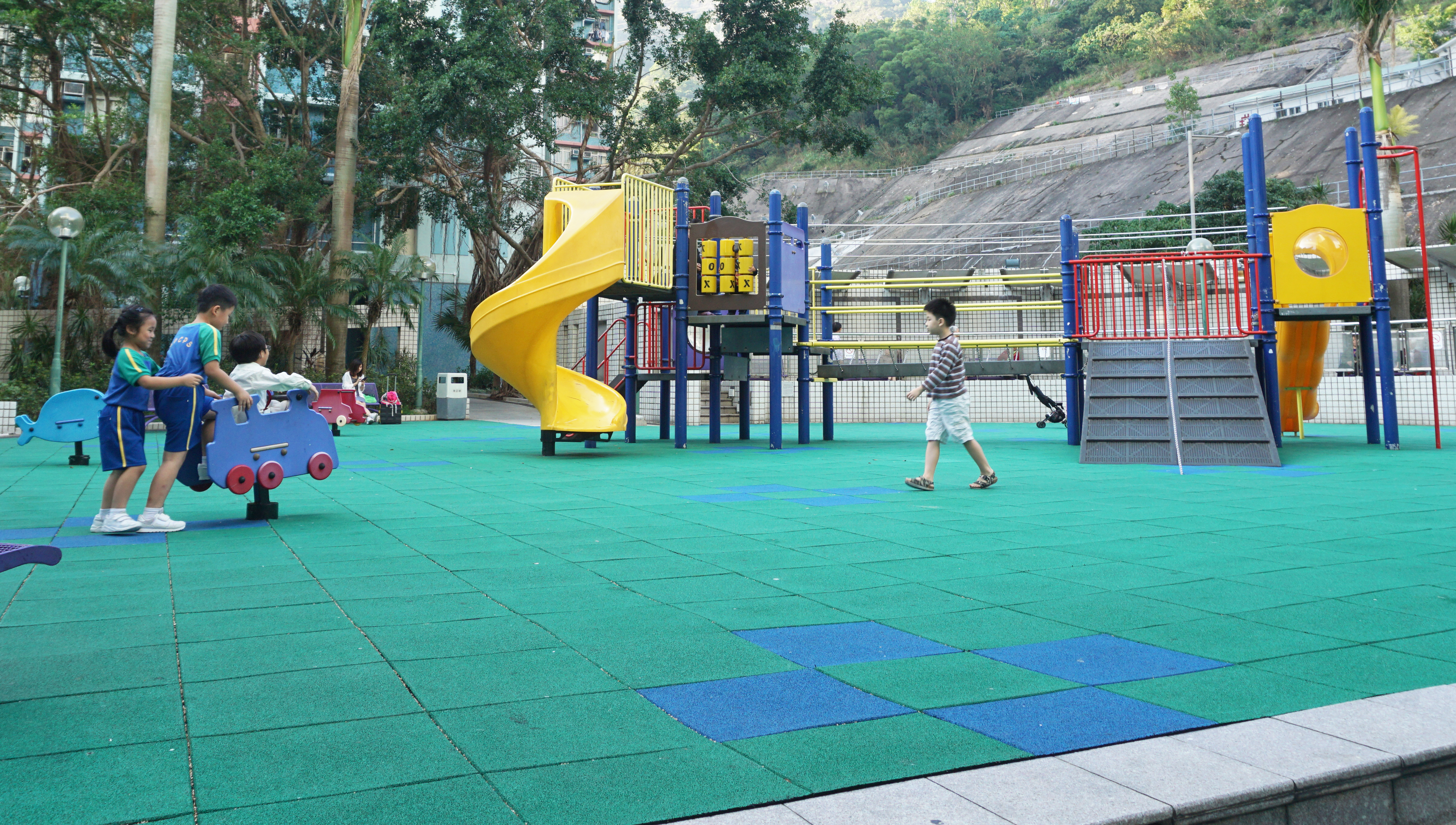
彈簧椅及兒童遊樂場

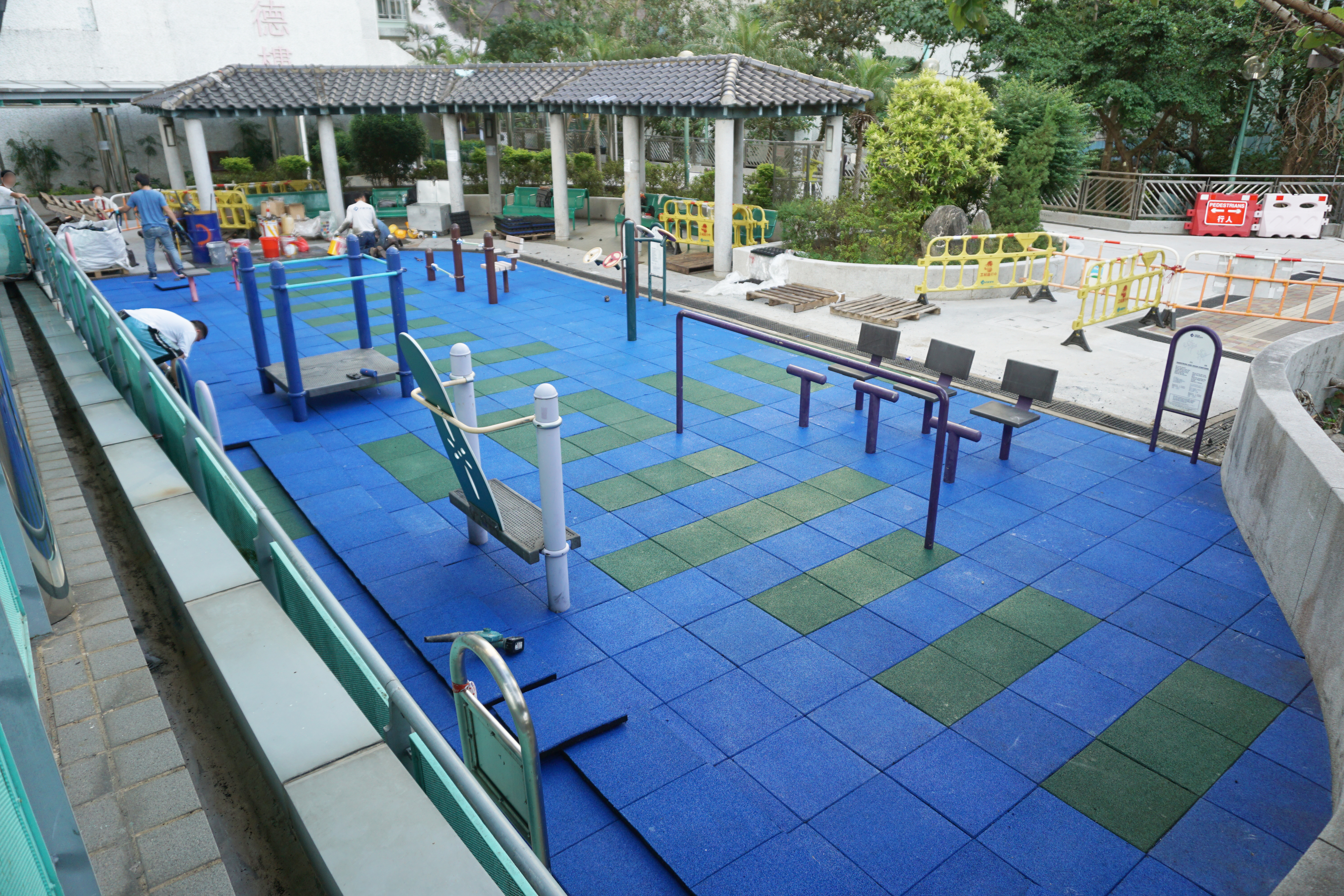
健體區

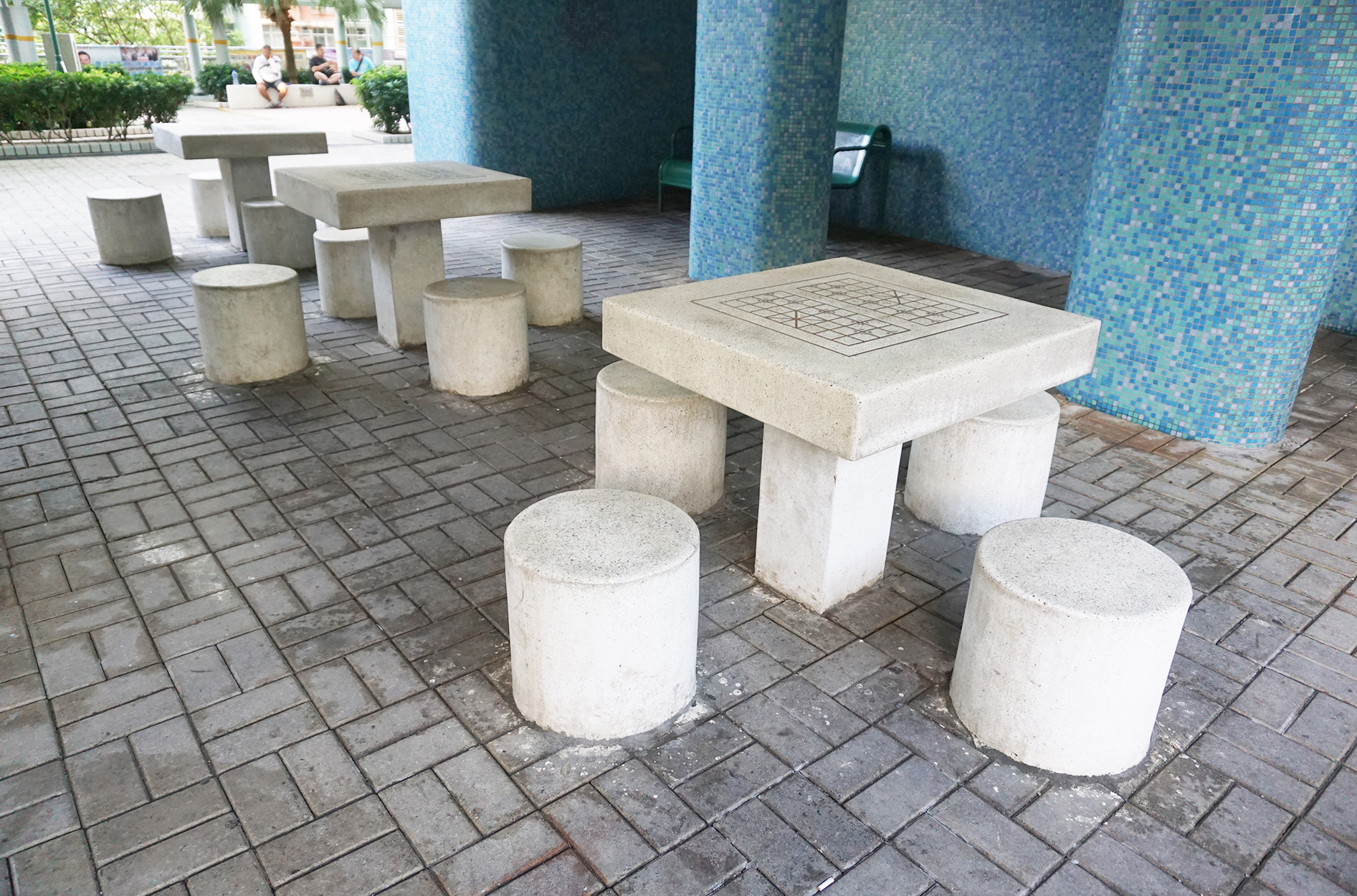
棋藝區

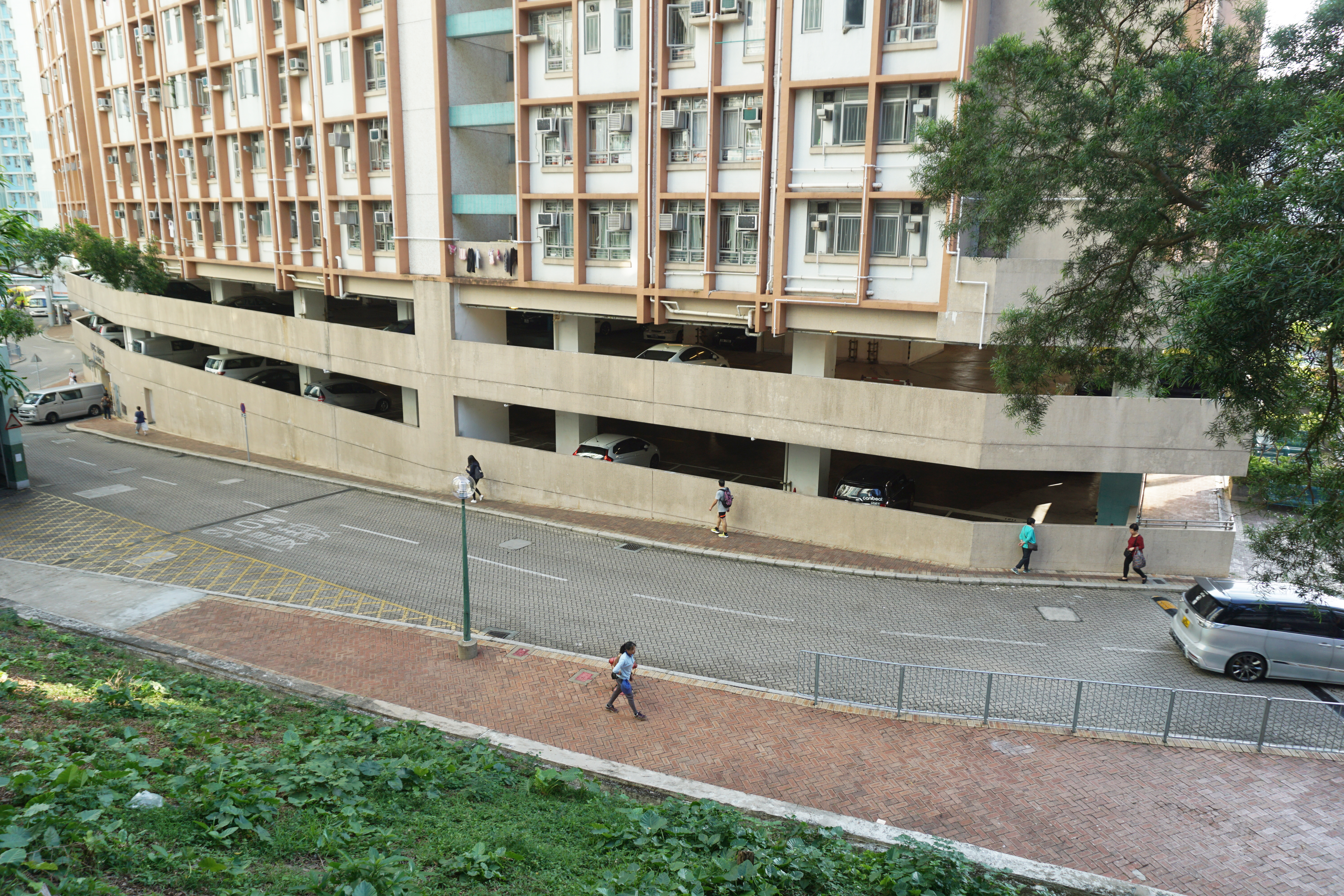
停車場

慈正邨以往屬於慈雲山邨的一部份。由於慈雲山邨的規模較大，房委會為了方便管理，於1980年把慈雲山邨分拆為5個較小的屋邨，慈正邨為其中之一。隨著政府的「整體重建計劃」，慈正邨的舊廈在1990年代陸續清拆重建，成為現時慈正邨東部的樓宇。所有舊廈名字均在重建後得以重用。
重建前，慈正邨位於原慈雲山邨東北部第48至53座，當中第53座更是整個慈雲山邨僅有的第六型徙廈。慈正邨所有原有徙廈的名稱皆在重建後重用。此外，寧華街西北部區域本是屬於慈愛邨，在慈愛邨東部第40至47座清拆重建後，新廈正式納入慈正邨。
值得一提的是，此邨為大磡村木屋區、沙田坳邨，以及九龍灣啟樂、啟耀及啟和臨時房屋區的指定安置屋邨。

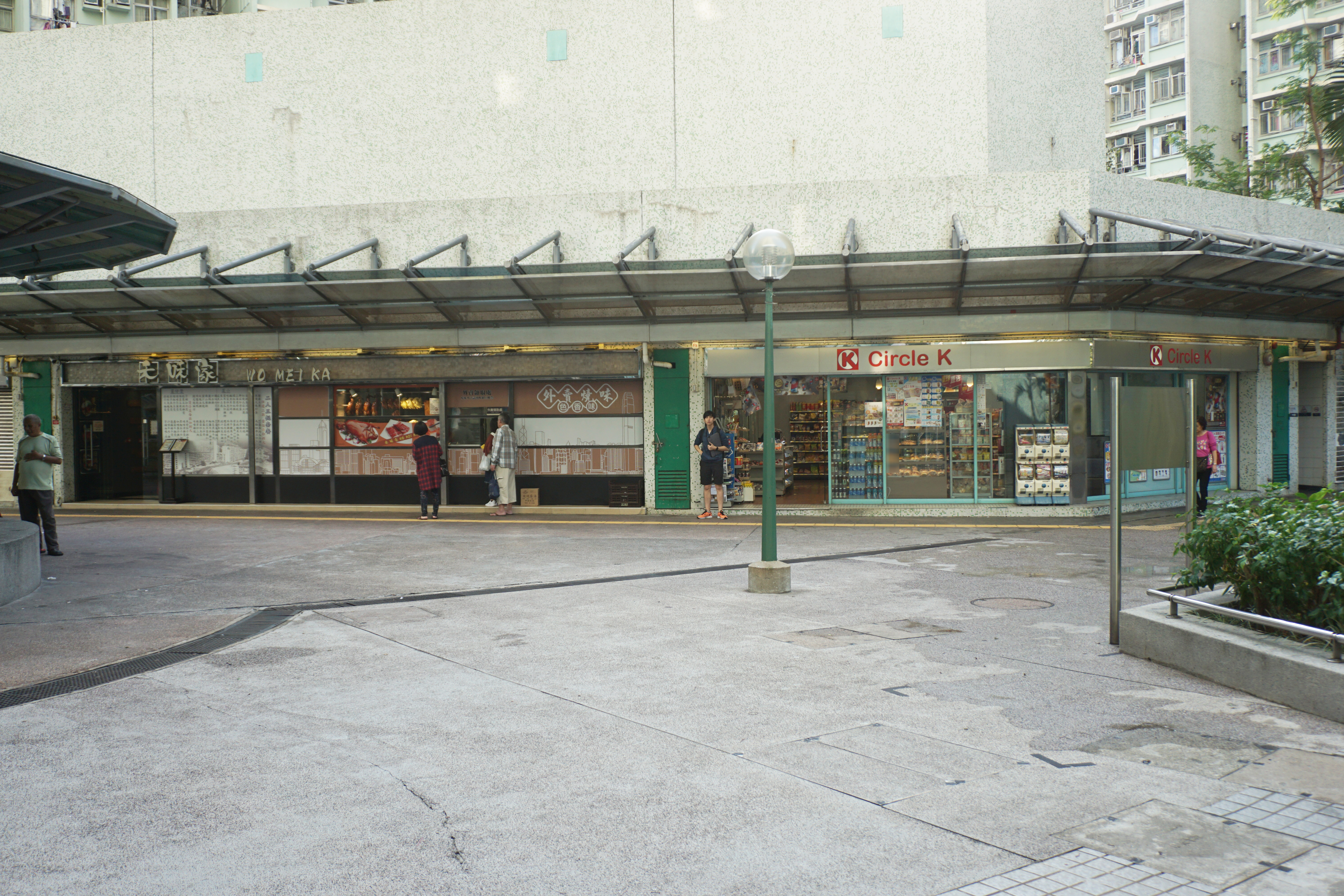
慈正商場（一）
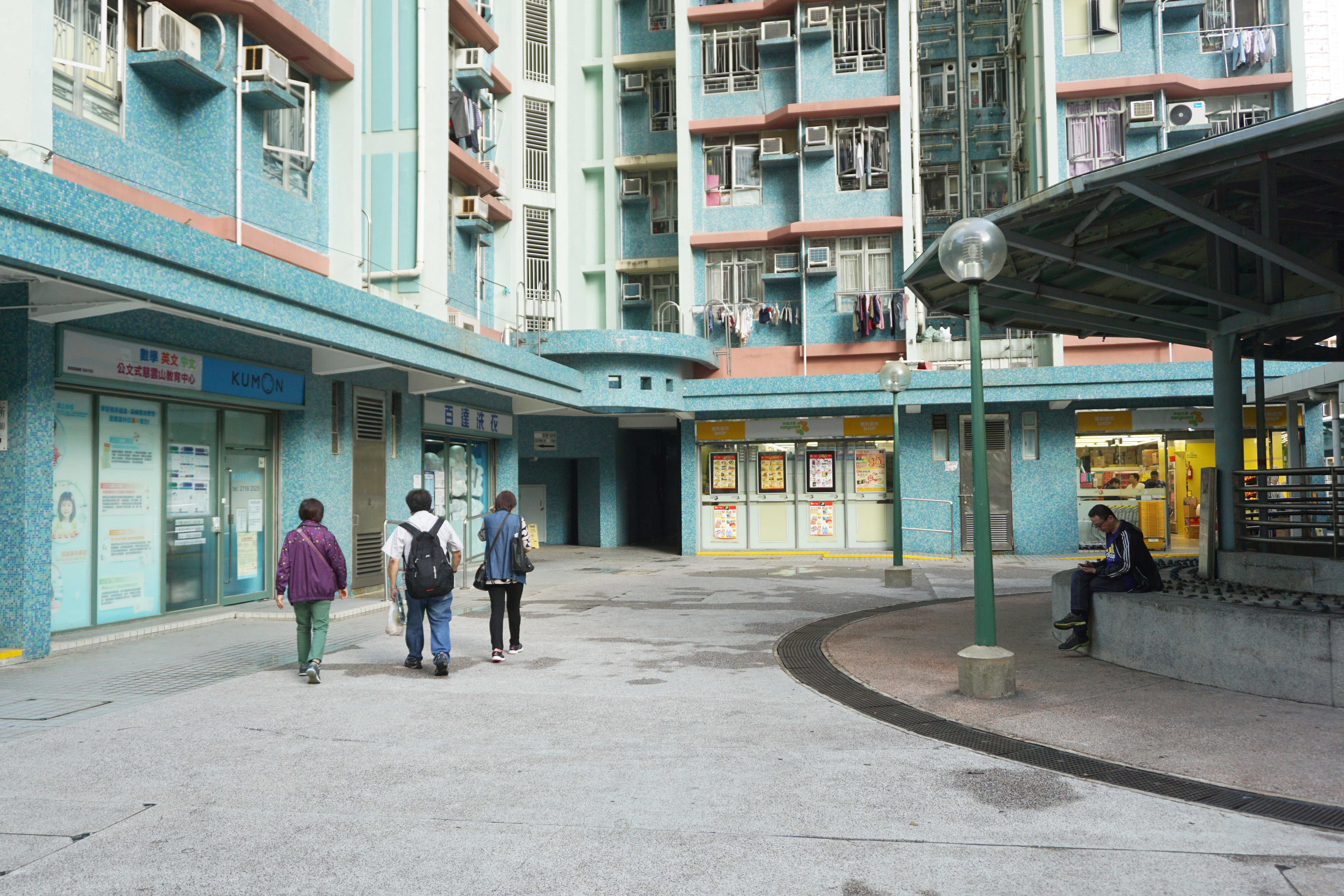
正和樓南面地舖
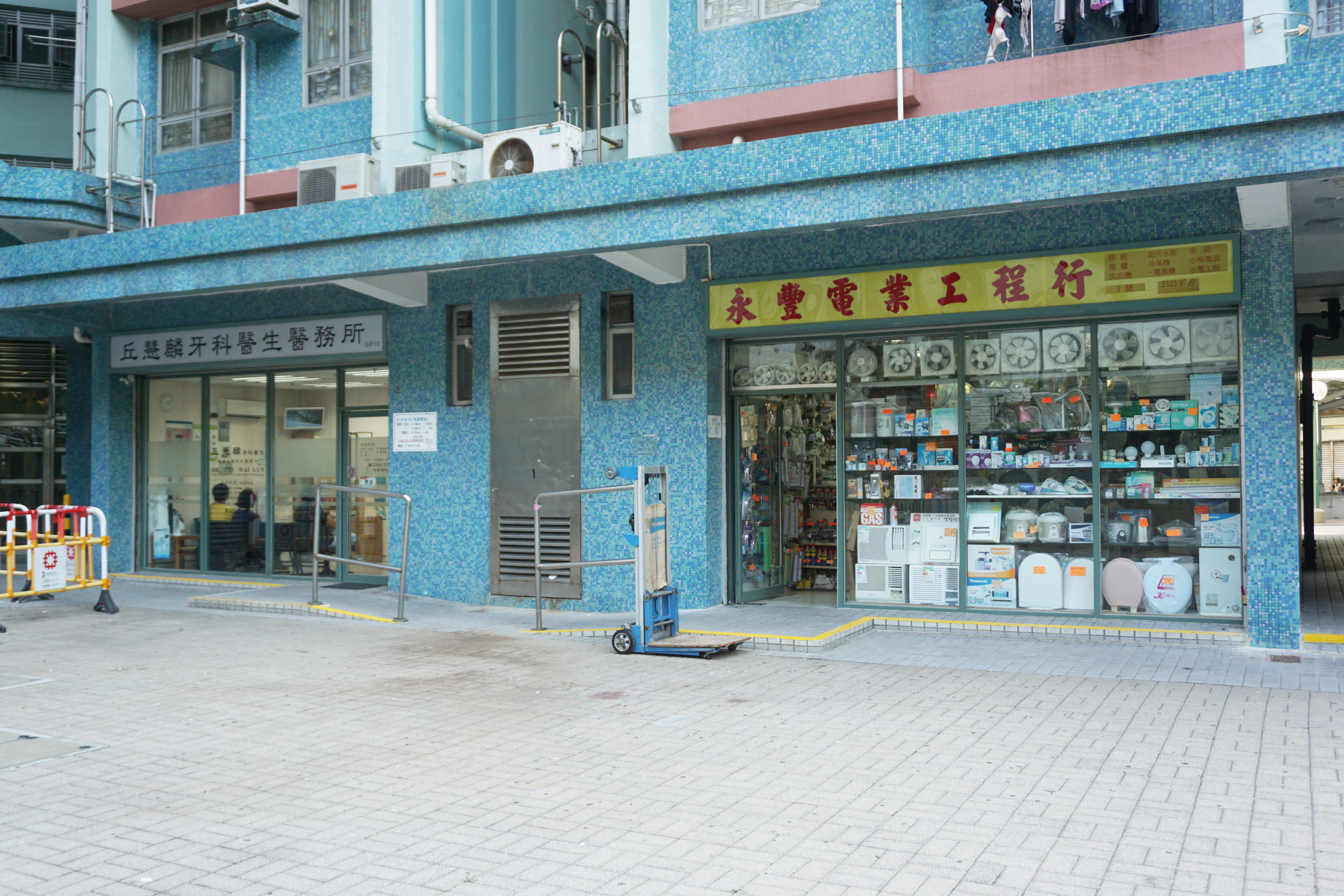
正和樓北面地舖
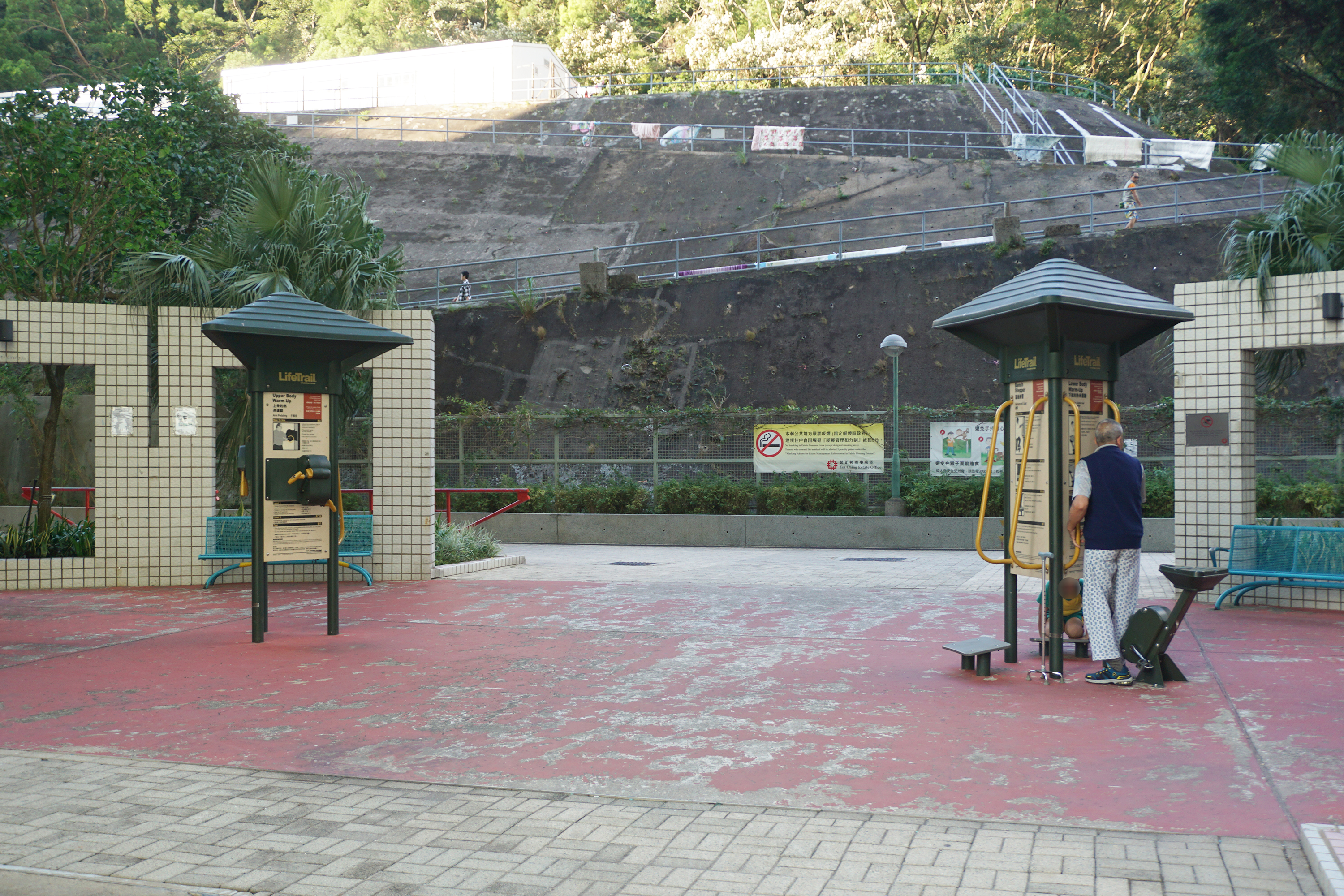
健體區（2）
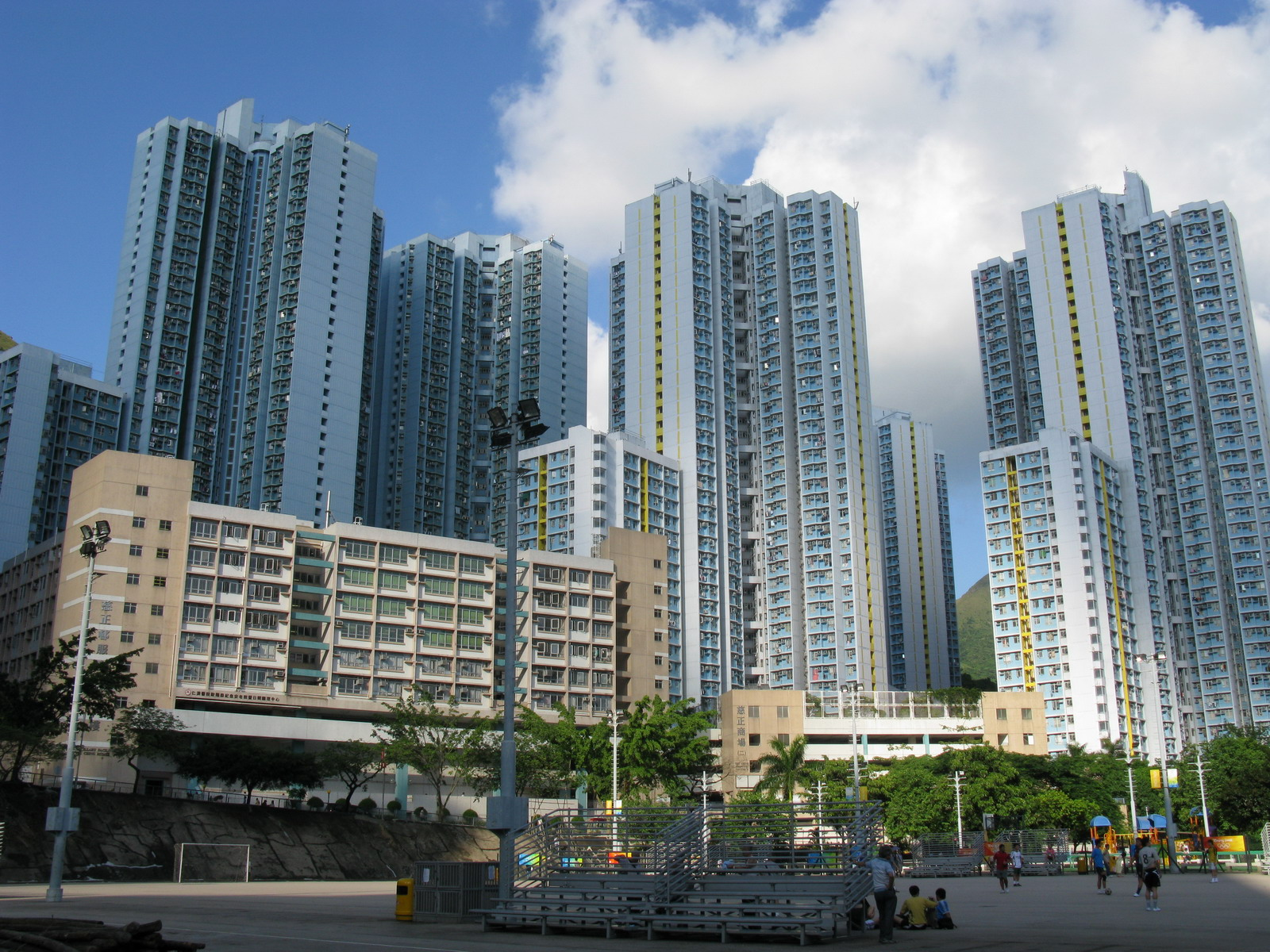
翻油前的慈正邨

## 屋邨資料

### 現時樓宇
| 樓宇名稱 （英語樓宇名稱）（座號） | 樓宇類型                                      | 落成年份 | 住宅層數 | 每層伙數                                          | 每座單位總數（伙） | 承建商               | 提供升降機的廠商  | 期數 |
| --------------------------------- | --------------------------------------------- | -------- | -------- | ------------------------------------------------- | ------------------ | -------------------- | ----------------- | ---- |
| 正德樓 （英語：Ching Tak House）（第1座）        | 和諧三型第二及三款（第一代）                  | 1993年   | 27       | 9（地下） 17（其它樓層）                          | 436                | 宏宗建築有限公司     | 迅達              | 1    |
| 正暉樓 （英語：Ching Fai House）（第2座）        | 和諧3A型第二及三款（第二代） 連和諧附翼第一型 | 1996年   | 26       | 15（主樓） 25（連附翼）                           | 535                | 錦和建築有限公司     | 通力              | 2    |
| 正康樓 （英語：Ching Hong House）（B座）          | 和諧一型第一款（第一代）                      | 1996年   | 38       | 18                                                | 681                | 新昌營造             | 英國通用電氣-捷運 | 1    |
| 正安樓 （英語：Ching On House）（A座）          | 和諧一型第二款（第一代） 連和諧附翼第一型     | 1996年   | 38       | 18（主樓） 28（連附翼）                           | 826                | 新昌營造             | 英國通用電氣-捷運 | 1    |
| 正和樓 （英語：Ching Wo House）（第3座）        | 和諧一型第六款（第三代半） 連新和諧附翼第四型 | 1999年   | 40       | 20（主樓） 28（連附翼）                           | 959                | 保華德祥營造有限公司 | 通力              | 3    |
| 正怡樓 （英語：Ching Yi House）（第4座）        | 和諧一型第六款（第三代半） 連新和諧附翼第四型 | 1999年   | 40       | 20（主樓） 28（連附翼）                           | 959                | 保華德祥營造有限公司 | 通力              | 3    |
| 正泰樓 （英語：Ching Tai House）（第5座）        | 和諧一型第五款（第三代半）                    | 1999年   | 40       | 20（1-18樓，20-40樓） 19（19樓）                  | 799                | 保華德祥營造有限公司 | 通力              | 3    |
| 正旭樓 （英語：Ching Yuk House）（D座）          | 和諧一型第六款（第三代半） 連新和諧附翼第四型 | 2001年   | 40       | 20（主樓） 28（連附翼）                           | 959                | 建業建築             | 東芝              | 2    |
| 正明樓 （英語：Ching Ming House）（E座）          | 和諧一型第六款（第三代半） 連新和諧附翼第四型 | 2001年   | 40       | 20（主樓） 28（連附翼）                           | 959                | 建業建築             | 東芝              | 2    |
| 正遠樓 （英語：Ching Yuen House）（C座）          | 和諧一型第五款（第三代半）                    | 2001年   | 40       | 20（1-18樓，20-40樓） 19（19樓）                  | 799                | 建業建築             | 東芝              | 2    |
| 服務設施大樓 （英語：Ancillary Facilities Block, Tsz Ching Estate）（F座）    | 長者住屋三型                                  | 2001年   | 9        | 50（5-8樓） 1-2樓為停車場 3-4樓為長者日間護理中心 | 200                | 建業建築             | 乘賓（Sabiem）    | 3    |

（註：上述座號是以房屋署Estate Property的記錄及房屋署圖則查閱網為依歸）

### 歷代樓宇
| 樓宇名稱（座號） | 樓宇類型 | 落成年份 | 拆卸年份 | 重建後原地所屬的樓宇（同一屋邨） | 安置屋邨                          | 承建商   |
| ---------------- | -------- | -------- | -------- | -------------------------------- | --------------------------------- | -------- |
| 正怡樓（第48座） | 第四型   | 1966年   | 1996年   | 正旭樓                           | （同一屋邨） 正暉樓 正安樓 正康樓 | 順成建築 |
| 正泰樓（第49座） | 第四型   | 1966年   | 1996年   | 正明樓                           | （同一屋邨） 正暉樓 正安樓 正康樓 | 順成建築 |
| 正明樓（第50座） | 第四型   | 1966年   | 1996年   | 正明樓                           | （同一屋邨） 正暉樓 正安樓 正康樓 | 順成建築 |
| 正遠樓（第51座） | 第四型   | 1966年   | 1996年   | 同名樓宇 慈雲山聖文德天主教小學  | （同一屋邨） 正暉樓 正安樓 正康樓 | 順成建築 |
| 正安樓（第52座） | 第四型   | 1967年   | 1990年   | 同名樓宇                         | 東頭邨 黃大仙下（一）邨 竹園北邨  | 順成建築 |
| 正康樓（第53座） | 第六型   | 1971年   | 1990年   | 同名樓宇                         | 東頭邨 黃大仙下（一）邨 竹園北邨  | 嘉民建築 |

## 教育及福利設施

### 幼稚園
- 新九龍婦女會慈雲山幼兒園（1975年創辦）（位於正旭樓地下）
- 慈正邨菩提幼稚園 （2001年創辦）（位於正明樓地下）

已結束
- 九龍城浸信會慈愛幼稚園（1993年創辦）（位於正德樓地下）

### 小學
- 慈雲山聖文德天主教小學（1956年創立，2000年轉全日制並遷至現址）

### 綜合青少年服務中心
- 香港遊樂場協會慈雲山青少年綜合服務中心 （位於正遠樓地下）
- 中華錫安傳道會慈雲山錫安青少年綜合服務中心（分處） {（位於正暉樓地下）

### 綜合家居照顧服務
- 明愛慈雲山綜合家居照顧服務（位於正安樓B翼地下）

### 長者鄰舍中心
- 佛教正行長者鄰舍中心 （位於正安樓地下C翼）

### 長者日間護理中心
- 松悅園耆逸護養院暨日間護理中心  （位於慈正邨服務設施大樓3樓及4樓）

### 社區設施
- 心晴行動慈善基金（正暉樓地下） （已遷離）

## 事件
- 1990年9月25日，正遠樓某單位發生桃色命案，20歲兇手陳子傑因要求「讓妻」不成，將其情婦的25歲丈夫馬國泰及2歲女兒馬倩婷殺害。[14]
- 於2019新冠肺炎香港疫情中，慈雲山成為第三波疫情的重災區，當中慈正邨更成為疫情最嚴重的屋邨，11座大廈有9座大廈均有確診個案，全邨合共已有最少50人確診，因此一度成為媒體的報導對象。鑒於疫情嚴重，政府安排慈正邨居民進行自願免費病毒檢測。
- 2022年7月7日，房屋局局長何永賢前往此邨管業處進行視察，並了解管理公司為居民進行病毒檢測的安排[15]。
- 2023年8月23日，正旭樓一名80多歲婦人，被發現倒臥在住所外的走廊昏迷，其中頭及頸部有可疑刀傷，送往廣華醫院後被證實死亡。到同日下午5時許，女事主下層的單位內有一名60多歲男子上吊，送廣院後亦證實不治。消息指，兩名死者分別居於樓上及樓下單位，疑因噪音問題而引起雙方積怨，警方在現場尋獲一把懷疑涉案的斧頭。[16]

## 外部連結
- 房委會慈正邨資料 （页面存档备份，存于）